# Абрамавичюс, Владас
Вла́дас Абрама́вичюс (лит. Vladas Abramavičius; 9 мая 1909, Тракайский уезд, Виленская губерния — 16 ноября 1965, Вильнюс, Литовская ССР) — литовский поэт, переводчик, библиограф и историк культуры.

## Биография
Родился 9 мая 1909 года в Тракайском районе Вильнюсского уезда. В 1934 году окончил Высшую школу журналистики в Варшаве, а в 1951 — Вильнюсский университет.

### Журналистская деятельность
Работал в редакциях ежедневных газет „Kurier Wileński“ (до 1939 года), „Gazeta Codzienna“ (1939—1940), затем в вильнюсском отделении телеграфного агентства Эльта (1940—1941). В 1940 году вёл на Вильнюсском радиофоне уроки литовского языка. 

### Литературная и научная деятельность
Автор сборника стихов на польском языке «Заря мысли» („Świtanie myśli“; 1930) и «Местные поэзии» („Regionalne poezji“; 1933), исторических очерков о литовской литературе, о современной поэзии (на польском языке). Написал биографические очерки о Валериане („Valerijonas Vrublevskis“; 1958) и Тадеуше Врублевских („Tadas Vrublevskis“; 1960) (на литовском языке).
Занимался переводом произведений польских поэтов на литовский язык. В 1935 году издал сборник своих переводов на польский язык произведений литовских поэтов („Wybór najnowszej poezji litewskiej“). В 1939 году выпустил учебник литовского языка для поляков.
В 1945—1965 годах был заведующим Рукописным отделом Центральной библиотеки Академии наук Литовской ССР. Занимался изучением связей польских, русских, украинских писателей с Литвой и Вильнюсом, а также исследованиями истории типографского дела в Вильнюсе.  
В 1961 году выступил на десятой юбилейной конференции имени Тараса Шевченко в Киеве с докладом «Шевченко в Вильнюсе» (опубликовано в 1962 году на украинском языке в сборнике трудов конференции). В 1964 году была издана книга на литовском языке «Тарас Шевченко и Вильнюс» („Tarasas Ševčenka ir Vilnius“), в которой Абрамавичюс осветил жизнь Тараса Шевченко в Вильнюсе на основе мемуаров и архивных материалов.